# Lycaena phoebus
Lycaena phoebus är en fjärilsart som beskrevs av Blachier 1905. Lycaena phoebus ingår i släktet Lycaena och familjen juvelvingar. Inga underarter finns listade i Catalogue of Life.